# Смит, Ян (футболист)
Йоханнес Кристиан Антони (Ян) Смит (нидерл. Johannes Christiaan Antonie "Jan" Smit ; 30 марта 1898, Амстердам — 19 декабря 1954, там же)  — нидерландский футболист, игравший на позиции вратаря, выступал за амстердамские команды ДЕК и «Аякс».
В составе «Аякса» дебютировал в 1916 году — дважды выигрывал с командой чемпионат Нидерландов и один раз кубок страны. С 1929 по 1931 года занимал в клубе должность комиссара, а с 1930 по 1938 год был администратором Амстердамского футбольного союза.

## Спортивная карьера
В конце ноября 1913 года Ян Смит стал членом футбольного клуба ДЕК. В то время он жил в восточной части Амстердама по адресу Явастрат дом 15. В возрасте пятнадцати лет Смит стал играть за четвёртый состав клуба в качестве вратаря, а через два года дебютировал в первой команде. Первую игру в чемпионате Нидерландов западного второго класса Ян провёл 19 сентября 1915 года против команды «Виктория» из Хилверсюма — встреча завершилась победой его команды со счётом 5:0. В следующем туре ДЕК потерпел первое поражение, проиграв 8:4 клубу ВВА. В 14 матчах Смит пропустил 38 голов — ДЕК по итогам сезона занял 5-е место в группе.

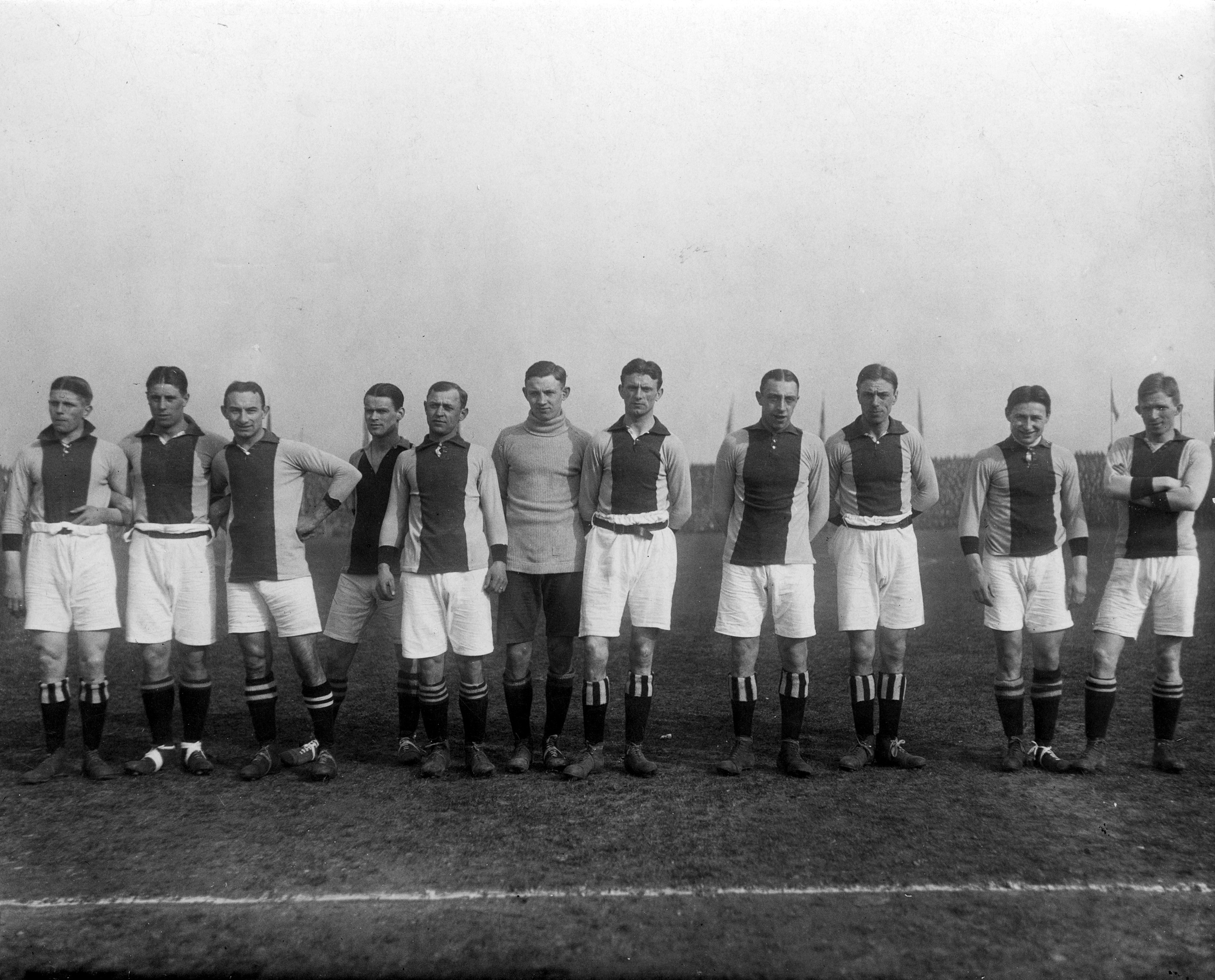
Игроки «Аякса» в марте 1918 года — Смит шестой в центре

Летом 1916 года Смит перешёл в другой амстердамский клуб — «Аякс». Позже к команде присоединился его бывший одноклубник Франс Каутон. В команде Ян дебютировал 6 августа в товарищеском матче с «Гоу Эхед», заменив в стартовом составе Герарда Зигелера. В чемпионате западного второго класса за «Аякс» он провёл первую игру 8 октября против клуба ЛВВ из Лейдена — дома на стадионе «Хет Хаутен» амстердамцы одержали крупную победу со счётом 9:1. На протяжении всего сезона Ян оставался основным вратарём клуба — в 14 матчах чемпионата он пропустил всего 4 гола. В розыгрыше Кубка Нидерландов он сыграл пять матчей, включая финальную игру с командой ВСВ из Велзена — одержав победу со счётом 5:0, «Аякс» впервые в своей истории завоевал кубок страны. В чемпионате по итогам сезона «Аякс» занял первое место в своей группе и вышел в стыковые матчи, в которых одержав три победы вернулся в первый класс Нидерландов.
В первом туре чемпионата Нидерландов сезона 1917/18 «Аякс» на выезде уступил команде ХВВ со счётом 2:1. Издание Het Sportblad отмечало, что амстердамцы были сильны на всех позициях, кроме вратарской. В ноябре Смит сломал на руке палец и был вынужден пропустить один матч чемпионата, в котором его заменял Кор Андриссе. Всего в сезоне Ян сыграл 29 матчей в чемпионате и пропустил 28 голов — в 19 встречах он смог сохранить свои ворота в неприкосновенности. «Аякс» занял первое место в восточной группе чемпионата и по итогам чемпионского турнира завоевал свой первый в истории титул чемпиона Нидерландов.
За четыре сезонов Ян сыграл за «Аякс» в чемпионате 86 матчей, дважды выигрывал с командой титул чемпиона страны и один раз национальный кубок. По данным издания «Het Sportblad»,  из-за тяжёлой болезни Смит был не готов к началу сезона 1920/21, поэтому клуб рассматривал варианты с его заменой. На роль голкипера «Аякса» рассматривался Кёзенар, экс-игрок «Стормвогелса», и Ваут из «Блау-Вита». Тем не менее, тренер Джек Рейнолдс сделал ставку на воспитанника клуба — 22-летнего Яна де Бура.
В июле 1927 года был избран секретарём клубной комиссии «Аякса», а в 1929 году получил должность комиссара и оставался им до 1931 года. С июня 1930 по май 1938 года исполнял обязанности администратора Амстердамского футбольного союза, но покинул занимаемый пост после скандала.

## Личная жизнь

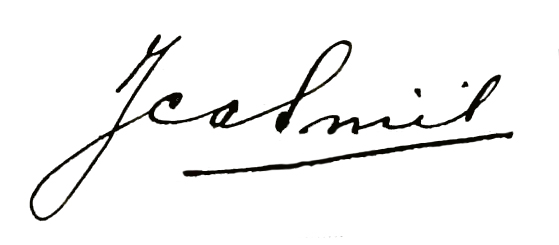
Автограф Яна Смита.

Ян родился в марте 1898 года в Амстердаме в семье огранщика алмазов. Отец — Йоханнес Кристиан Смит, мать — Маргарета Винтер, оба родителя были родом из Амстердама.
Работал офисным служащем. Ян женился в возрасте двадцати четырёх лет — его избранницей стала 37-летняя Хенриэтте Полак, уроженка Амстердама. Их брак был зарегистрирован 2 августа 1922 года в Амстердаме. Для Хенриэтты это был уже второй брак, от предыдущего у неё было трое детей, она была дочерью ювелира Мозеса Полака, а её братом был политик Генри Полак.
В феврале 1923 года в их семье родилась дочь Йоан Маргарета, а в октябре 1926 года сын по имени Мауриц Йоханнес.
Умер 19 декабря 1954 года в Амстердаме в возрасте 56 лет. Похоронен 22 декабря на кладбище Зоргвлид в Амстердаме. Супруга Яна  умерла в мае 1967 года в возрасте 81 года.

## Достижения
«Аякс»
- Чемпион Нидерландов (2): 1917/18, 1918/19
- Обладатель Кубка Нидерландов: 1916/17

## Статистика по сезонам
| Клуб             | Сезон            | Чемпионат Нидерландов | Чемпионат Нидерландов | Кубок Нидерландов | Кубок Нидерландов | Прочие | Прочие | Итого | Итого |
| Клуб             | Сезон            | Игры                  | Голы                  | Игры              | Голы              | Игры   | Голы   | Игры  | Голы  |
| ---------------- | ---------------- | --------------------- | --------------------- | ----------------- | ----------------- | ------ | ------ | ----- | ----- |
| ДЕК              | 1915/16          | 14                    | –38                   | ?                 | ?                 |        |        | 14    | –38   |
| ДЕК              | Итого            | 14                    | –38                   | ?                 | ?                 |        |        | 14    | –38   |
| Аякс             | 1916/17          | 14                    | –4                    | 5                 | –3                | 3      | –1     | 22    | –8    |
| Аякс             | 1917/18          | 29                    | –23                   |                   |                   |        |        | 29    | –23   |
| Аякс             | 1918/19          | 23                    | –11                   |                   |                   |        |        | 23    | –11   |
| Аякс             | 1919/20          | 20                    | –28                   |                   |                   |        |        | 20    | –28   |
| Аякс             | Итого            | 86                    | –66                   | 5                 | –3                | 3      | –1     | 94    | –70   |
| Всего за карьеру | Всего за карьеру | 100                   | –104                  | 5                 | –3                | 3      | –1     | 108   | –108  |